# Carl Swartz
Carl Johan Gustaf Swartz (i riksdagen kallad Swartz i Norrköping, senare Swartz i Stockholm), född 5 juni 1858 i Norrköping, död 6 november 1926 i Stockholm, var en svensk ämbetsman, affärsman och politiker inom moderat höger. Han var riksdagsman 1900–1926 i första kammaren, finansminister 1906–1911, statsminister mars–oktober 1917 och universitetskansler från 1916.

## Biografi

### Tidiga år
Carl Swartz var son till fabrikören Erik Swartz och Elisabeth Forsgren. Efter studier i Uppsala och Bonn återvände han till Norrköping för att leda familjeföretaget, tobaksfirman Petter Swartz. Han kom att spela en stor roll i sin hemstad, inte minst kulturellt. Swartz var styrelseordförande i bland annat Sveriges Privata Centralbank 1912–1917. År 1916 blev han universitetskansler. Swartz var ledamot av första kammaren för Norrköpings stads valkrets 1900–1921 och 1922–1926 för Östergötlands läns valkrets.

### Politisk karriär
Som finansminister 1906–1911 genomförde han en rad reformer, bland annat enhetlig inkomst- och förmögenhetsskatt, vilka båda gjordes progressiva. Vid sammanslagningen av första kammarens högergrupper blev Swartz medlem av förtroenderådet i  nybildade Nationella Partiet (1912).
Swartz blev under första världskriget en nyckelperson i riksdagen i egenskap av ordförande i statsutskottet 1915–1917. När regeringen Hammarskjöld, som haft en ämbetsmannakaraktär, föll på grund av yttre tryck och inre splittring kallade Gustaf V den i riksdagen partipolitiskt förankrade högermannen Carl Swartz som statsminister. Det var en uppgift han åtog sig mer av plikt än personlig önskan. Regeringens främsta uppgift var att utöva en lugnande inverkan på borgerskapet eftersom det rådde stor oro inför 1 maj 1917, då rykten cirkulerade om att februarirevolutionen i Ryssland skulle sprida sig till Stockholm.
Swartz betraktades allmänt som en hygglig och resonabel högerman, till typ och stil en gammaldags och omtänksam brukspatron. Han förbjöd borgerliga skyddsgarden i utbyte mot att socialdemokraterna åtog sig att svara för ordningens upprätthållande under förstamaj-demonstrationerna. Utan denna politiska smidighet hade konfrontationerna kunnat eskalera under maj och fört landet in i en riktigt allvarlig inrikespolitisk kris.
Missnöjet bottnade i att vanligt folk levde på gränsen till svält. Det var mer hungerkravaller än politiska krav på rösträtt som låg bakom oroligheterna. När potatisen började skördas på försommaren lugnade stämningarna ner sig. Swartz förde också snabbt förhandlingarna iland med ententen, främst Storbritannien, om importen västerifrån. Det som regeringen Hammarskjöld hade förhindrat.
Socialdemokraterna använde hungerkravallerna till att sätta press på högerregeringen med krav på allmän rösträtt, framförallt kvinnlig rösträtt och borttagande av den 40-gradiga röstskalan i kommunalvalet. Regeringen var dock splittrad. Vänsterfalangens ledare, civilministern Oscar von Sydow och finansminister Conrad Carleson, ville gå socialdemokrater och liberaler till mötes. De hotade att avgå om Swartz gav efter för utrikesminister Arvid Lindmans krav på vakthållning om status quo. Finansministern backades också upp av näringslivet som ville ha slut på diskussionerna. Statsministern var villrådig och kände sig pressad av motsättningarna. Hans lösning blev att invänta höstens val. Därmed blev han historisk; den förste ledande högerman som erkände den parlamentariska principen, att folket - och inte kungen - skulle utse regering.
Gustaf V försökte i det längsta att undvika ett genombrott för parlamentarismen, men hans vilja att låta Carl Swartz fortsätta trots vänsterpartiernas valframgång i valet 1917 undergrävdes av att en av Swartz' söner dragits in i en skandal kring svarthandel i strid med rådande ransoneringar.
Carl Swartz var även en framstående kommunalman och en frikostig donator. År 1912 donerade han Villa Swartz till Norrköpings stad för inrymmande av bibliotek och museum.

## Privatliv

### Familj
Swartz gifte sig 1886 med Dagmar Lundström, en syster till Hakon Wigert-Lundström, med vilken han hade tre barn: Erik, Brita, gift med Birger Ekeberg och Olof. Bland senare släktingar märks journalisten Richard Swartz, kulturprofilen Eva Swartz, läkaren Per-Olof Swartz och IT-debattören Oscar Swartz.

### Död
Carl Swartz avled den 6 november 1926 och är begravd på Matteus kyrkogård i Norrköping.

## Utmärkelser, ledamotskap och priser
- Riddare och Kommendör av Kungl. Maj:ts Orden (RoKavKMO), 5 juni 1920.[2]
- Kommendör med storkors av Nordstjärneorden (KmstkNO), 15 januari 1910.[3] Dessförinnan Kommendör av första klassen av Nordstjärneorden, 30 november 1907.[4]
- Kommendör av första klassen av Vasaorden, 2 juni 1906.[5]
- Storkors av Danska Dannebrogorden, tidigast 1915 och senast 1918.[3][6]
- Japanska Heliga skattens orden av 1:a klass, tidigast 1915 och senast 1918.[3][6]
- Storkors av Portugisiska Obefläckade avlelsens orden, senast 1910.[7]
- Riddare av första klassen av Preussiska Röda örns orden, senast 1910.[7]
- Storofficer av Franska Hederslegionen, senast 1910.[7]
- Ledamot av Kungliga Vetenskapsakademien (LVA, 1915, nr 774)
- Ledamot av Vetenskapssocieteten i Lund (LVSL)[8]